# Black metal
Black metal er en musikgenre, der opstod i 1980'erne, og har udviklet sig til sin nuværende form hovedsageligt i Norge, Sverige og Finland i starten af 1990'erne. Der findes i dag mange black metal-bands globalt, men de fleste, og de bedst kendte, stammer fra de nordiske lande, hovedsageligt Norge.
Black metal-bands forsøger oftest at skabe en glædesløs og kold lyd gennem hurtige tempi, som fremhæver genrens rødder i rock og heavy metal, simple guitarmønstre, skarpe og voldsomt forvrængede el-guitarer og growlende eller skrigende vokal. Der findes dog også mere eksperimenterende bands inden for genren, såsom Arcturus og Enslaved. Mange black metal-bands prøver at forbinde deres musik og tekster med en bestemt ideologi, nogle ekstremt højreorienteret, selvom der dog også findes eksempler på venstreorienterede black metal-bands, såsom Wolves in the Throne Room.
Musikstilen er også karakteriseret ved ekstrem aggression, had til kristendommen og sommetider hyldest af satanisme.
Den første bølge af black metal begyndte i 1980'erne, ved thrash metals oprindelse, og blandt pionererne var Venom, Bathory, Hellhammer og Celtic Frost. Den anden bølge blev udviklet i slutningen af 1980'erne og starten af 1990'erne, specielt i Norge, hvor Burzum, Mayhem, Darkthrone og Emperor gjorde black metal kendt for et bredere publikum. Selvom der endnu ikke har været en klar tredje bølge, har moderne black metal-bands fra 2000'erne, deriblandt Cradle of Filth, Dimmu Borgir og Satyricon kombineret nye elementer med den første og anden bølges måde at repræsentere musikken på.
Black metal betragtes generelt som en undergrundsgenre, da den ikke tilstræber mainstreammusikkens typiske synlighed i medierne, og black metal-kunstnere ofte forsøger at holde deres liv ukendt og mystisk for omverdenen. Et kendt eksempel er Darkthrones trommeslager Fenriz, som altid har forsøgt at holde sig selv og sit band ude af mediernes søgelys, blandt andet ved at nægte at optræde live og takke nej til en Alarmpris-nominering.

## Egenskaber
Black metals typiske lyd kan variere. De fleste bands benytter sig dog af en skrigende eller growlende vokal og en meget forvrænget guitar, som skal bidrage til at skabe en dyster stemning. De oftest anvendte instrumenter er guitar, bas og trommer, hvor guitaren ofte kan forekomme dominerende, nogle gange overdøve vokalen, hvorimod bassen ofte er stort set ikke-eksisterende. Trommerne bruger ofte meget hurtige blast beats. Takterne er ofte enkle, og der er kun få skift internt i sangene. Black metal virker ofte meget kaotisk, idet musikerne bevidst har undgået de traditionelle formler for rockmusik.
De første black metal-bands havde udviklet deres musik fra speed- og thrash metal, og med påvirkninger fra punk og NWOBHM. Selve kompositionerne var ikke målet i sig selv for mange black metal-bands, hvilket stod i stærk kontrast til en relateret metalgenre, dødsmetallen, hvor sangene ofte var meget sofistikerede og tekniske. Bands brugte ofte mange elementer fra andre genrer (blast beats var allerede brugt af hardcore punkbands, guitar-spillestilen var taget fra thrash metal og den growlende vokal var fra dødsmetal). Den anden bølge opstod i Norge som et modsvar på dødsmetallen. Hvor dødsmetal indeholdt mange temposkift og taktændringer søgte black metal i stedet meget få ændringer, og gentog ofte de samme akkordmønstre på en næsten hypnotisk facon. I modsætningen til de nedstemte guitarer i dødsmetal, valgte balck metal musikere generelt ikke at nedstemme deres, og ovenikøbet tilføre dem en mere diskant lyd under produktionen.
American Nihilist Underground Society har beskrevet black metal som "mørk og hurtig musik som bruger melodisk udvikling til at udtrykke sine temaer." og har beskrevet forskellen på black metal og dødsmetal ved, at black metal "har al teknikken og den rytmiske intensitet fra [dødsmetallen] med mere følelsesladet og forståelig poetisk kommunikation i musikken." Dødsmetal og black metal var nært beslægtede op gennem 1980'erne, men udviklede først senere separate associationer, hvor dødsmetal var "død/dekonstruktion/struktur" mens black metal var "melodi/Satan/følelse".
Black metal adskiller sig fra de fleste andre metalgenrer ved at image er mindst lige så vigtigt som selve musikken. Det var f.eks. almindeligt kendt, at medlemmerne i Venom og Hellhammer ikke var specielt kompetente musikere. Omvendt er f.eks. Mayhem/Dimmu Borgir-trommeslager Jan Axel "Hellhammer" Blomberg blevet hyldet som en af metalmusikkens mest kompetente trommeslagere.
Black metal omhandler tekstmæssigt især anti-kristne og sataniske budskaber.

### Produktion
Tidlige black metal-kunstnere foretrak ofte bevidst en dårlig albumproduktion. Den stemning som musikken skabte var vigtigere end noget andet. Om svenske Bathory har musikjournalist og forfatter Ian Christe sagt at "[deres] guitarer lød som om det kom fra en symaskine, trommerne lød som om nogen rev vådt pap i stykker".
De dårlige albumproduktioner og vokalbrøl hos de tidlige black metal-bands blev senere nogle af kendetegnene for den anden bølge af black metal. Bathory er generelt blevet nævnt som skaberen af den lyd, som nu kaldes black metal, og op igennem 1990'erne var der mange black metal-bands som var tydeligt inspireret af Bathory.
Selvom mange af de tidlige black metal-bands' inspirationskilder stammede fra dødsmetal og thrash metal, var musikken, i forhold til i disse genrers som regel velproducerede udgivelser, ofte i langt højere grad præget af undergrundsstemning, mangelfuld produktion, rå og simpel musik og ufuldendte optagelser, hvilket f.eks. kan høres på Darkthrones Transilvanian Hunger, hvorpå de fleste af numrene slutter meget abrupt, og følges af flere sekunders stilhed før næste nummer. Visse senere black metal-bands har dog udviklet sig i progressive, symfoniske eller andre, 'lettere', retninger. Norske Dimmu Borgir gav black metal et større mainstream-appeal, mens Cradle of Filth er blevet nævnt som et af de mest avancerede engelske bands siden Iron Maiden.

### Akkorder og riff
Ligesom de nært beslægtede genrer dødsmetal og thrash metal har black metal et vist fokus på guitarriffs. Men hvor thrash metal udviklede sig frem mod mere progressive riff (som set på de meget indflydelsesrige udgivelser Metallicas ...And Justice for All og Megadeths Rust in Peace) og dødsmetal lige fra starten havde været præget af teknisk avancerede guitarriff, gik black metal i den anden retning og gjorde i stedet brug af voldsomt primitive riff.
Mens flere af de første black metal-bands, såsom danske Mercyful Fate, pr. definition var thrash metal-bands med avancerede riff, begyndte de primitive riff i højere grad at vinde frem hos den anden bølge af black metal-bands – eksemplificeret ved Darkthrones meget indflydelsesrige Transilvanian Hunger hvorpå de fleste sange blot havde 3-4 akkordprogressioner hver, og yderst gentagende riff, som er blevet rost for at have en "hypnotiserende" effekt.
Akkorder i black metal er ofte meget dissonante. Varg Vikernes' Burzum var nyskabende på dette område ved at introducere molakkorder spillet i arpeggio for at forstærke den nedtrykte, følelsesladede atmosfære. Dette var helt nyt inden for black metal, hvor powerakkorder ellers normalt var drivkraften.

### Sangtekster
Sangteksterne i black metal omhandler ofte anti-kristendom, kaos, satanisme, okkultisme og anden hedenskab, men et mindretal af black metal-bands synger også om racistiske, fascistiske eller nazistiske temaer. Andre, deriblandt anføreren for den tidlige norske black metal-scene Euronymous, så tilbedelse af Satan samt kritik af kristendommen og de andre abrahamitiske religioner som en direkte nødvendig før et band kunne betegnes som 'black metal'.
Satan bruges også i nogle black metal-sangtekster som repræsentant for det dyriske og naturlige i mennesket, da kristendommen ifølge den generelle stemning inden for miljøet har tvunget folk til underkastelse, og forbudt dem ting som ligger i deres natur.
Shock rock-pioneren Alice Cooper blev i dokumentarfilmen Metal: A Headbanger's Journey nævnt som værende en inspirationkilde på nogle punkter, da Satan indgik i hans tekster på linje med andre 'chokerende' emner. Cooper selv var temmelig sikker på, at hvis nogen ønskede at starte sataniske kulte, var det usandsynligt, at de ville gøre det gennem rockmusik.
Individualisme fremhæves som et positivt træk inden for black metal. I mange black metal-sangtekster hyldes den ultimative frihed, ofte i skikkelse af Satan, hvilket afspejles i den ekstreme hyldest af kaos. Misantropi ses også ofte – dette emne er blevet undersøgt af Keith Kahn-Harris, der som eksempel nævner det amerikanske magasin Wheremyskin, som indeholdt beskeden "dræb alt helligt, dræb så alt andet og dræb så dig selv".
Visse black metal-musikere isolerer sig også fra "almindelige mennesker", som de mener, de er overlegne.
| Citat                         | I første omgang var satanismen baseret på idéerne om den enkeltes frihed, og om ikke at tilslutte sig nogen samfundsgruppe. Så blev satanismen til en holdning, hvor modstanden mod regler og hvad det førte med sig, blev til en regel i sig selv, hvilket var ret paradoksalt. Det øjeblik hvor jeg gør noget for at behage masserne, vil alt hvad jeg tidligere har gjort være en løgn. | Citat |
| Ihsahn om black metals regler | |       |

Udover satanisme forekommer fantasytemaer også hyppigt inden for black metal. Viking metal omhandler historier fra før kristendommen overhovedet kom til Skandinavien. Landskab og natur er også populære emner med hyldester af skove og bjerge i stedet for de steder folk bor i dag. De amerikanske forfattere H.P. Lovecraft og Robert E. Howard har inspireret et par bands, mens J.R.R. Tolkien og hans trilogi Ringenes Herre også har inspireret en del grupper, deriblandt Gorgoroth, som tog deres navn efter et område der omtales i bøgerne, og Burzum, som betyder "Mørket" på Mordors "sorte sprog". I Østrig skrev pionererne inden for "epic black metal" Summoning næsten udelukkende tekster om Ringenes Herre, og deres album Oath Bound fra 2006 indeholdt sågar en sang, "Mirdautas Vras", der blev sunget på det "sorte sprog". Selv filosoffen Friedrich Nietzsches idéer har påvirket visse black metal-bands.
Sangteksternes behandling af "det onde" var en vigtig hjørnesten specielt i den tidlige black metal. Den nuværende black metal indeholder dog også flere andre elementer, som ikke findes i andre genrer. Den tidligere sanger i den kristne metalgruppe Trouble, Eric Wagner, har talt om hvordan bands som thrash metal-gruppen Slayer og heavy metal-bandet Danzig blev omtalt som "black metal". Begge havde sangtekster som omhandlede død og mørke, men klassificeres alligevel ikke som black metal. Bands hvis musikalske stil minder om black metal, men hvis sangtekster snarere omhandler en positiv vinkel på kristne emner kaldes "unblack metal" – en stilart som det australske enmands-band Horde var pioner inden for.

### Livekoncerter
I modsætning til de fleste andre musikgenrer, optræder mange black metal-bands aldrig live. Nogle bands ville ikke engang kunne organisere turnéer, idet de kun har et enkelt medlem. Andre, deriblandt Darkthrone, ønsker blot ikke at optræde. Burzums eneste medlem, Varg Vikernes, har udtalt, at han ikke ønskede at optræde, fordi han havde en anden motivation for at lave musik end de traditionelle rockmusikere.
Andre bands, f.eks. Satyricon, vælger omvendt at hyre ekstra musikere, når de optræder live. De livekoncerter som bliver holdt, har ofte ret farverige sceneshows – et eksempel er Immortal, hvis frontmand Abbath Doom Occulta ofte puster ild live. Mange andre bands gør også meget ud af skræmmende sceneshow, og nogle praktiserer sågar sort magi på scenen.
De tidlige black metal-bands benyttede sig af en original beklædning. Venoms medlemmer klædte sig i læderbukser og sommetider også i band-T-shirts eller lignende. Mercyful Fates King Diamond populariserede brugen af sort/hvid ansigtsmaling. Han fik idéen fra sit eget idol Alice Coopers ansigtsmaling, og kombinerede den med omvendte kors og lignende symbolik. Senere udviklede denne trend sig til corpsepaint, hvor hele ansigtet males hvidt med undtagelse af konturer omkring øjne og evt. mund, som males sort. Sarcófagos tidlige brug af ansigtsmaling var langt tættere på dette, og de siges derfor også ofte at have stået for den første "rigtige" brug af corpsepaint.
Visse typer af søm, nitter og andre former for metalsmykker bruges også ofte. Hellhammer- og Celtic Frost-frontmand Tom G. Warrior blev vist på bagsiden af omslaget til To Mega Therion fuldt iklædt læder og pigge, og Bathorys nu afdøde frontmand Quorthon brugte også ofte lignende beklædning.
Norsk black metal er gået endnu længere og her bruges, udover den obligatoriske corpsepaint og lædertøj, også knæhøje støvler, sølvsmykker og teaterblod udklædningerne. Mayhems forsanger Dead blev kendt for at begrave sit tøj nogle dage før en koncert, således at han kunne "bevare råddenskaben" på scenen. Visse musikere, bedst kendt er nok Frost fra Satyricon, bar armbånd påsat mange flere centimeter lange metalsøm. Middelaldervåben og -torturinstrumenter blev ofte båret og brugt ved fotooptagelser af specielt Immortal og Emperor.
Visse bands har prøvet så ihærdigt at klæde sig så krigsagtigt eller ondt som muligt, at det har fået den omvendte effekt. Nogle bands har fået et så grotesk udseende, at deres billeder uforvarende er kommet til at fremstå meget camp. Et klassisk eksempel er Immortal, hvis til tider komiske fotooptagelser ofte er blevet latterliggjort på Internettet.

### Ideologi
Nogle black metal-bands beskæftiger sig til tider med racistiske, fascistiske og ligefrem nazistiske emner, med lovprisninger af fjerntliggende landsbyer og den mistro som var typisk for fascistiske og racistiske bevægelser i 1800- og 1900-tallet. Socialdarwinisme og eugenik har fascineret mange inden for black metal-miljøet, og nogle bands har taget højreekstreme idéer til sig. Bands hvis sangtekster hovedsageligt drejer sig om fascisme og relaterede emner fik i løbet af 1990'erne deres egen undergenre, kaldet "nationalsocialistisk black metal", oftest forkortet NSBM. Disse grupper har ofte en stærk tro på at jødisk-kristne værdier har ødelagt de gamle kulturer og folkeslag, og at de derfor bør bekæmpes. Det er imidlertid en minoritet blandt black metal-bands, der identificerer sig med NSBM-bevægelsen, idet langt de fleste slet ikke er politiske. Blandt de bedst kendte NSBM-bands er tyske Absurd, men NSBM har generelt en større udbredelse i Østeuropa og Rusland, hvor den udover at rose nazismen også hylder panslavisme. I Rusland opstod eksempelvis sammenslutningen BlazeBirth Hall, som primært omfattede de tre musikere Ulv Gegner Irminsson, Dagorath og Kaldrad Branislav – hvoraf de to angiveligt efterfølgende er blevet myrdet – og deres NSBM-bands Forest, Branikald, Raven Dark, Nitberg, Rundagor, Vargleide og Wotansjolv. BlazeBirth Hall er medlemmer af The Pagan Front som yder webhosting til NSBM og pagan metal-bands.
Det kendte black metal-band Darkthrone blev beskyldt for at være nazistiske, da deres album Transilvanian Hunger indeholdt sætningen "Norsk Arisk Metal" skrevet på omslaget. Kritikken førte til at bandet på omslaget af deres næste album, Panzerfaust skrev "Darkthrone is certainly not a Nazi band nor a political band, those of you who still might think so, you can lick Mother Mary's asshole in eternity". Burzum er ligeledes blevet beskyldt for nazisme.
Kun nogle få bands, deriblandt amerikanske Wolves in the Throne Room, har skilt sig ud ved at have en venstreorienteret ideologi og offentligt støtte op om ting som radikal økologisme og "øko-feminisme".

## Historie

### Den første bølge
De første black metal-bands, populært kaldet "den første bølge af black metal", kom frem i 1980'erne. Deres musik mindede mere om thrash metal, end det har været tilfældet for efterfølgende black metal-bands, med den undtagelse af at deres tekster omhandlede mørke og sataniske emner.
Sataniske emner var noget, som selv nogle af de tidlige 1970'er-rock- og metal-bands såsom Black Sabbath og Black Widow havde beskæftiget sig med. Selvom disse bands var langt fra den nuværende metalmusiks ekstreme stilarter, bidrog de også som inspirationskilder til den senere black metal.
Udtrykket "black metal" blev anvendt for første gang af det britiske band Venom, hvor Conrad "Cronos" Lant ofte brugte det i interview for at skelne det fra de traditionelle heavy metal-bands. Venoms debutalbum Welcome to Hell indeholdt mange sataniske tekster og okkult billedsprog, men den første black metal kom først frem i 1982 med Venoms andet album, Black Metal, som også gav den nye musikgenre sit navn. Venoms musik mindede meget om NWOBHM med elementer fra både speed- og thrash metal, men med et anderledes lydbillede, som på mange måder var upoleret i fremstillingen. Guitarerne var meget stærkere end i andre heavy metal-genrer og vokalen var meget "uren", da der blev lagt mindre vægt på melodi og mere vægt på rå, hvinende skrig og hyldest til Satan. Venoms medlemmer tog også mærkelige dæknavne, "Cronos", "Mantas" og "Abaddon" – noget som på daværende tidspunkt var højst usædvanligt.
To år efter udgivelsen af Black Metal, i 1984, blev et andet af de første black metal-bands dannet: det svenske band Bathory. Bathory tog black metal-lyden et skridt videre ved at kombinere rasende hurtige sange med guitarer med voldsom diskant og forsvindende lidt bas, tromlende, blast beat-prægede trommer og specielt Thomas "Quorthon" Forsbergs skurrende og unormale sangstemme, som kombinerede skrig og growlen, og senere blev en enorm inspiration for black metal-genren. Senere var Bathory også blandt pionererne af viking metal, en undergenre af black metal.
Black metal spredte sig hurtigt til flere lande i Europa i begyndelsen af 1980'erne. Fælles for landene var små, men dedikerede fangrupper i undergrunden.
Det danske band Mercyful Fate, dannet i 1981, var en anden vigtig pioner inden for black metal. Sangenes tekster indeholdt mange henvisninger til satanisme og det okkulte, og bandets sanger, King Diamond, var blandt de første til at bruge liglignende ansigtsmaling, kaldet corpsepaint. Schweiziske Hellhammer (dannet 1982) og Celtic Frost (1984) eksperimenterede blandt andet med black metal, og havde betydelig indflydelse på den anden bølge.
Et enkelt band fra den første bølge kom fra Sydamerika: Sarcófago blev dannet i Brasilien i 1985 og var blandt de første, som brugte corpsepaint i et forsøg på at se så ikke-menneskelig ud som muligt. Deres ansigtsmaling er senere blevet hyldet som den første "sande" corpsepaint.
På samme måde bragte Japan et enkelt indflydelsesrigt band til den første bølge, nemlig bandet Sabbat.

### Den anden bølge
Den "anden bølge" inden for black metal udsprang i Norge i starten af 1990'erne. Denne bølge blev ført an af Mayhem, men også Burzum, Darkthrone, Emperor, Satyricon, Immortal og Enslaved var blandt pionererne; sidstnævnte også inden for viking metal. Bølgen tog udgangspunkt i den første bølge – noget som blandt andet kom til udtryk ved at alle Mayhems bandmedlemmer tog navn efter Hellhammer og Celtic Frost-sange. Den norske frontfigur for den anden bølge, og tidligere Mayhem-medlem Øystein "Euronymous" Aarseth har også kaldt de tyske thrash metal-bands Sodom og Destruction vigtige inspirationskilder, og kaldte deres plader "black metal-mesterværker". Til forskel fra i den første bølge søgte de nye musikere at gøre deres musik mere kraftfuld og intensiv med middelhøje guitarer og hæst skrigende vokal for at fremmale et råt og "koldt" lydbillede. Flere bands gør også brug af sataniske eller på anden måde skræmmende rekvisitter for at forstærke deres "onde" image. Det norske black metal-band Gorgoroth skabte i 2004 stort påstyr efter de ved en koncert i Kraków i Polen havde haft afhuggede svine- og fårehoveder på pinde som en del af deres sceneshow, hvilket førte til en efterforskning og anklager om dyrplageri.
Hvor der hos de tidlige black metal-bands havde været en klar forskel mellem hvad de sang om, og hvordan de selv levede, tog flere af de store bands i den anden bølge deres ekstreme temaer alvorligt. Flere af medlemmerne har begået forskellige former for kriminalitet.
Black metal blev hovedsageligt kendt i offentligheden gennem Mayhem og Mayhem-bassist Varg Vikernes' enmandsband Burzum. Mayhems grundlægger, Euronymous, var kun 16 år gammel da han dannede bandet i 1984. Efter ti års undergrundsaktivitet udgav bandet debutalbummet De Mysteriis Dom Sathanas, som er blevet hyldet som en af de vigtigste black metal-udgivelser nogensinde. Mayhems "klassiske" line-up blev kendt og berygtet, da forsanger Per Yngve "Dead" Ohlin begik selvmord i 1991 og Vikernes to år senere myrdede guitarist Euronymous. Vikernes, som også var eneste medlem af bandet Burzum, var også i offentlighedens søgelys af andre grunde, og stod anklaget for flere tilfælde af kirkeafbrændinger, deriblandt Fantoft stavkirke. Mediernes interesse for black metal-miljøet tog sin begyndelse efter netop Vikernes stillede op til et interview med Bergens Tidende, i det første interview nogensinde fra et fællesskab, som ellers var småt og indelukket.
De norske bands påvirkede også de andre skandinaviske lande, og andre bands såsom svenske Dissection, Marduk, finske Impaled Nazarene, Beherit og Barathrum kom frem.
Selvom den anden bølge af black metal primært opstod i de nordiske lande, fandt den også mange nye tilhængere i Østeuropa efter murens fald. Selv før Sovjetunionens fald havde der udviklet sig en ekstremmetal-subkultur, hvilket blandt andet sås hos det ungarske black metal-band Tormentor. I dag nyder black metal, ligesom andre former for ekstremmetal, en vis popularitet i Østeuropa.
Visse bands har sågar opnået en vis anseelse for deres specielle musikstilarter; deriblandt polske Graveland og black/death-bandet Behemoth, rumænske Negură Bunget, ukrainske Lucifugum og Drudkh og det nationalsocialistiske black metal-band Nokturnal Mortum. Også Japan bidrog med flere bands til den anden bølge såsom Sigh (tidlige materiale), Abigail og den usædvanlige kvindelige trio Gallhammer.
I Frankrig, nærmere bestemt i Brest i Bretagne, dukkede den tæt sammensatte gruppe af black metal-kunstnere kendt som Les Légions Noires ("de sorte legioner") op med medlemmer som Mütiilation, Vlad Tepes og Belketre. Andre franske Black Metal bands inkluderer Deathspell Omega, Blut aus Nord og Antaeus

#### Black metal-relaterede forbrydelser og dødsfald
Black metals propaganderende, anti-kristne budskaber blev årsag til en bølge af vold og hærværk i Norge i starten af 1990'erne, hvilket sendte den ellers obskure musikgenre i mediernes søgelys. I årene 1992-1998 blev der nedbrændt omkring 50 norske kirker, og mange black metal-musikere og -fans endte i fængsel, bedst kendt er muligvis Varg Vikernes, hvis gerninger kom til at inspirere tusindvis af lignende hærværksepisoder efter han blev globalt kendt. Brandene i Norge kostede mindst en brandmand livet.
Af de bedst kendte forbrydere, tilhørte flere den såkaldte "Indre Cirkel". Dette var unge musikere, som mødtes i den Euronymous-ejede pladebutik Helvete i Oslo for at dyrke deres interesse i satanisme og det okkulte. Blandt de senere forbrydere var Burzums Varg Vikernes (som også spillede bas i Mayhem), samt Samoth og Faust fra Emperor – sidstnævnte arbejdede og sov sågar i butikken en overgang. Foruden dem talte den Indre Cirkel også medlemmer af både Darkthrone, Emperor, Mayhem og Enslaved. Flere af medlemmerne af Immortal havde også et tæt forhold til folk fra den Indre Cirkel omend de gjorde det klart at de ikke selv var en del af den.
Fenriz fra Darkthrone har om den Indre Cirkel fortalt:
| Citat                                     | Jeg hang ud i Euronymous' butik tilbage i '91-'92, og jeg syntes at det var fedt. [...] Senere var der 8-10 af os, og så voksede det til et større antal. Enslaved og Emperor var også vigtige, selvom Enslaved ikke ønskede at være en del af black metal-scenen – de ville lave de dér vikingeting. Og så har du Satyricon og Gorgoroth som kommer til scenen, og så andre bands fra Bergen, såsom Hades og andre [...] | Citat |
| Fenriz om Helvete og black metal-miljøet. | |       |

I 1991, begik Mayhems forsanger Dead selvmord ved at overskære sine håndled og efterfølgende skyde sig gennem hovedet med et gevær. Da Euronymous fandt liget, gik han øjeblikkeligt ned i det nærmeste supermarked og købte et engangskamera. Han vendte tilbage, tog billeder af Deads lig og kontaktede derefter politiet. Et af billederne som Euronymous tog, blev senere utilsigtet brugt som omslag til bootleg-udgivelsen Dawn of the Black Hearts.
I 1992 knivdræbte Emperors trommeslager, Baard "Faust" Eithun en bøsse i en park i Lillehammer, ifølge Faust selv fordi manden lagde an på ham, og fordi manden var "en fjende af naturens love". Senere er det dog blevet hævdet at det var et "impulsdrab som intet havde at gøre med black metal". Mordet blev i øvrigt opklaret ved et tilfælde under den efterforskning af miljøet, som politiet igangsatte efter Vikernes' kirkebrande.
Året efter, i 1993, blev Euronymous myrdet af Varg Vikernes.
Scenen har også været ramt af flere selvmord; således begik den tidligere Ulver-guitarist Grellmund selvmord i 1997, Borknagar-, Gorgoroth- og Immortal-trommeslageren Erik Brødreskift i 1999 og forsangeren Rot fra Strid i 2001.
I Sverige blev Dissections frontmand Jon Nödtveidt i 1997 dømt for at have henrettet en arbejdsløs, homoseksuel algerisk mand. Nödtveidt begik selvmord i august 2006.
Gorgoroths sanger, Kristian Eivind "Gaahl" Espedal, blev i 2005 idømt 14 måneders fængsel for at have bundet og mishandlet en mand, samt truet med at drikke dennes blod.
Selv uden for Norden har der været voldsepisoder med rødder i black metal-miljøet, men ingen af disse er dog nået op på linje med episoderne i Norge i starten af 1990'erne.
I Finland er det bedst kendte dødsfald den tidligere Finntroll- og Impaled Nazarene-guitarist Teemu "Somnium" Raimoranta, som døde i 2003 efter at være faldet fra en bro ned på Tölöviken, som på det tidspunkt var frossen. Mika Luttinen, Impaled Nazarenes forsanger, mistænkte det for at være et selvmord.

### Videreudvikling af genren
Norske Emperor videreudviklede black metal i en mere melodisk retning, og var det første black metal-band, der brugte keyboards som en del af deres musik. De betragtes i dag som et af de første bands til at spille symfonisk black metal. Et andet norsk band, Immortal, udviklede op gennem 1990'erne black metal i en helt anden retning ved at kombinere aggressionen fra black metal med mere teknisk kompetent spil og tydeligere indflydelse fra bl.a. tidlig thrash metal. Immortals guitarister er blevet nævnt som nogle af de hurtigste og mere kompetente af de kendte black metal-guitarister.
Nogle bands fra den nyere generation af black metal er begyndt at inkorporere nye elementer i deres black metal, deriblandt ren vokal, synthesizere, kvindelige vokalister og nogle gange kor eller orkestralt akkompagnement. Andre bands har kombineret traditionel black metal med genrer som noise eller ambient (kaldet black ambient). Varg Vikernes' enmandsband Burzum betragtes som pioner inden for sidstnævnte.
Det bedst kendte moderne black metal-band er sandsynligvis Dimmu Borgir, hvis kommercielle form for symfonisk og melodisk black metal har bidraget til at gøre black metal kendt i mainstreamkulturen. Nogle black metal-elementer, såsom skiftende riffingtempo er i 2000'erne begyndt at blive brugt hyppigere i andre metalgenrer, heriblandt melodisk dødsmetal.

#### Undergenrer af black metal
Ligesom de fleste andre metalgenrer, har black metal også en del tilhørende undergenrer, heriblandt melodisk black metal, symfonisk black metal, viking metal, NSBM og fusionsgenrer som blackened death metal og black ambient.
Melodisk black metal er, som navnet antyder, en mere melodisk og 'lettere' form for black metal. Den har flere elementer tilfælles med symfonisk black metal, som indeholder symfoniske og orkestrale elementer. Derudover spilles også ofte mere "trist" i modsætning til den rå black metals mere aggressive og kaotiske riff. Flere symfonisk black metal-bands inddrager elementer fra progressiv og gothic metal; specielt engelske Cradle of Filth er blevet kendt for at blande elementer af gothic metal ind i deres symfoniske black metal. Emperor var blandt de første inden for symfonisk black metal, og af andre bands kan nævnes Tiamat og Samael – førstnævnte udviklede sig senere til at spille en lang række forskellige genrer mens sidstnævnte udviklede sig til at spille industrial metal og electronica.
Viking metal er en undergenre af black metal, som har sangtekster der omhandler vikinger, barbarer, den skandinaviske forhistorie samt den nordiske mytologi. Genren er musikalsk stærkt præget af folk metal, og har ofte flere elementer fra melodisk black metal. Et tæt relateret begreb, "pagan metal", bruges ofte synonymt med viking metal, omend pagan metal - som navnet antyder - ofte anlægger et mere bredt fokus på hedenskab.
Blackened death metal ("sortnet dødsmetal") er en sammenblanding af black metal og dødsmetal. Hvilke elementer der dominerer varierer fra band til band. Et af de første bands inden for denne genre var finske Belial, men allerede i 1980'erne spillede bands som Slayer og Morbid Angel musik, som gjorde brug af visse elementer fra både black metal og dødsmetal. Nutildags er bands som amerikanske Angelcorpse, britiske Akercocke og canadiske Axis of Advance kendte inden for denne undergenre, mens supergruppen Zyklon har blandet black/death med industrial metal. Begrebet "blackened thrash metal" bruges nogle gange om musik, der kombinerer elementer fra black og thrash metal, og somme tider også dødsmetal, hvilket ses hos f.eks. australske Deströyer 666.
Mange black metal-musikere er gået i Varg Vikernes' fodspor og har brugt dark ambient i deres black metal, kaldet black ambient. Den black metal, der bliver brugt, bliver oftest spillet med langt større fokus på atmosfære og stemning end på musikalitet og musikalsk progression, og baseres på den samme (ofte meget simple) riffing, som gentages og varieres minimalt.
Nogle har også blandet denne stilart med doom metal og har et ekstremt langsomt tempo i deres riffs, deriblandt danske Nortt.

## Uenigheder blandt fans
Black metals tilhængere har ofte modstridende følelser omkring genren, som til en vis grad er elitær – mange purister foragter fans, der lytter til mere moderne black metal, eller undergenrer. Begrebet "true black metal" ("sand black metal") bruges generelt om de klassiske anden bølge-bands som Mayhem, Darkthrone, Emperor, Satyricon, Immortal, Burzum og Gorgoroth. Darkthrone kaldte selv alle deres album (bortset fra deres debutalbum) for "true Norwegian Black Metal" helt frem til deres niende album, Plaguewielder, og Gorgoroth har også brugt samme betegnelse om visse af deres album. Det lidt mindre kendte band Taake brugte omvendt oversættelsen "Helnorsk Svartmetall" om deres musik.
Filosofisk var det i det norske black metal-miljø nærmest obligatorisk at have en stærkt antikristen holdning. De bands der ikke eksemplificerede denne opfattelse blev ofte kritiserede af ekstremister inden for black metal-kulturen. Euronymous fra Mayhem udtalte således tidligt i 90'erne at Immortal ikke var et black metal-band, fordi de ikke var satanister, og kaldte omvendt Deicide for et black metal-band. Omtrent samtidig udtalte Varg Vikernes, at de eneste "sande bands fra Norge" var Burzum, Darkthrone og Mayhem, mens alle andre var "små børn der legede med ting, som de ikke vidste en skid om".
Ihsahn fra Emperor har udtalt, at den antikristne holdning ganske enkelt kommer fra "en modstand mod samfundet, en konfrontation af alle de normale ting."
Nyere black metal-tendenser bliver ofte ikke betragtet som "korrekt" black metal. Dimmu Borgir og Cradle of Filth har været betragtet som typiske eksempler på hvordan et bands musikstil kan trækkes i en mainstream-retning hvis det kan føre til højere salgstal.
Dimmu Borgirs guitarist Silenoz har udtalt, at han mener at noget af black metals mystik er forsvundet i kraft af deres store popularitet, men på den anden side mener han ikke, at den tidlige black metal-stil ville kunne nå længere end den allerede er nået.
Forfatteren Keith Kahn-Harris har i et interview i 2007 forklaret den norske black metal-scenes troværdighedsproblem:
| Citat | I Norge sad mange af initiativtagerne til black metal i 90'erne i fængsel for kirkeafbrændinger, og havde brudt grænserne for musik, men i dag er de snart i 40'erne, og ønsker at leve stille og komfortable tilværelser ved blot at lave musik og producere album. Nogle black metal-buffs betragter dette som problematisk. Hvis nogen ønsker at "være black metal" så skal vedkommendes liv også være black metal. | Citat |
|       | |       |

Black metals forhold til specielt kristen musik, det såkaldte unblack metal, er et højst kontroversielt emne blandt tilhængere af black metal. Nogle af de tidlige unblack metal-bands brugte andre genrebetegnelser, da "black metal" var uløseligt forbundet med satanisme. Horde kaldte sin musik for "holy unblack metal" ("hellig usort metal"), mens Antestor talte om, at de spillede "atmospheric sorrow metal" ("atmosfærisk sorgmetal"), men i dag mener de fleste unblack metal-bands, at ideologien ikke har noget med selve den musikalske genre at gøre, og kalder sig derfor bare for kristne black metal-bands.
Mange betragter dog stadig hele idéen med pro-kristne black metal-bands som en umulighed. I dokumentaren Murder Music – Black Metal fra 2007, blev en række fremtrædende black metal-musikere interviewet, og var alle af den opfattelse, at black metal ikke kan være kristent. Satyricons forsanger, Sigurd "Satyr" Wongraven, uddybede dog, at black metal ikke behøver være satanisk, men at den skal omhandle mørke emner. Mayhems trommeslager Hellhammer har ligeledes udtalt "Jeg mener at black metal i dag blot er musik", og har sågar selv spillet sammen med Antestor på ep'en Det Tapte Liv (2004) og det efterfølgende album The Forsaken fra 2005.

## Fodnoter
1. ↑  "A History of Norwegian Black Metal" (engelsk). Arkiveret fra originalen 19. juli 2009. Hentet 19. juli 2009.
2. 1 2 3 4 5 6 7 8 9 10 11 12 13 14 15 16 17 18 19 20 21  Kahn-Harris, Keith (2007). Extreme metal: Music and culture on the edge. Oxford. ISBN 1-84520-399-2.
3. 1 2 3 4 5  Dunn, Sam (17. oktober 2007). Metal: A Headbanger's Journey (engelsk). Seville Pictures, Warner Home Video.
4. ↑  Stefanis, John (2006). "Interview with Fenriz of metal rock band Darkthrone" (engelsk). Get Ready to ROCK!. Arkiveret fra originalen 19. juli 2009. Hentet 19. juli 2009.
5. 1 2  "Darkthrone Interview January 2005" (engelsk). januar 2005. Arkiveret fra originalen 19. juli 2009. Hentet 19. juli 2009.
6. ↑  "DARKTHRONE Refuse ALARM Award Nomination" (engelsk). Blabbermouth.net. 16. december 2004. Arkiveret fra originalen 19. juli 2009. Hentet 19. juli 2009.
7. ↑  "Death Metal/Black Metal". All Music Guide. Arkiveret fra originalen 25. april 2011. Hentet 19. maj 2008.
8. 1 2 3 4 5  "Synkooppi 2/2007" (PDF). Synkooppi: Musiikkitiede, Helsingin yliopisto.
9. 1 2  Bowar, Chad. "What Is Black Metal?". about.com. Arkiveret fra originalen 10. december 2008. Hentet 18. november 2008.
10. ↑  Christe 2004, s. 272
11. ↑  "ANUS.com: Black metal". Arkiveret fra originalen 3. juli 2008. Hentet 24. november 2008.
12. 1 2  "ANUS.com: History of Metal". Arkiveret fra originalen 6. juni 2014. Hentet 24. november 2008.
13. ↑  Tracey, Ciarán: "Dimmu Borgir: Reign of Fire", Terrorizer #157 s. 17
14. ↑  Christe, Ian: Pedon meteli: Heavy metallin vanha ja uusi testamentti (finsk oversættelse). 2006. ISBN 951-0-31126-X
15. ↑  Anmeldelse af Transilvanian Hunger på Allmusic
16. 1 2  Rolling Stone (7. november 2003). "Dimmu Borgir's 'Death Cult'". Arkiveret fra originalen 31. oktober 2007. Hentet 18. november 2008.
17. ↑  "Dimmu Borgir". Decibel Magazine. Arkiveret fra originalen 15. maj 2007. Hentet 19. maj 2008.
18. ↑  Anmeldelse af Melissa på sputnikmusic.com
19. ↑  Anmeldelse af Transilvanian Hunger på sputnikmusic.com
20. ↑  Interview med Blut Aus Nord
21. ↑  Anmeldelse af Black Metal på sputnikmusic.com
22. ↑  Norwegian Black Metal på rateyourmusic.com
23. 1 2 3  Interview med Euronymous til Kill Yourself! magazine
24. ↑  Pitchon, Avi: "Ihsahn: Solitude". Terrorizer, 2008, #171, s. 18.
25. ↑  "Gorgoroth – Black metal band from Norway". Tartarean Desire. 21. marts 2006.
26. ↑  The Dark Genre of Black Metal på http:// death-black-metal.suite101.com/article.cfm/ the_dark_genre_of_black_metal
27. ↑  Interview med Eric Wagner
28. ↑  Danzig på Encyclopaedia Metallum
29. ↑  Slayer på Encyclopaedia Metallum
30. ↑  Kapelovitz, Dan. "Heavy Metal Jesus Freaks: Headbanging for Christ". Arkiveret fra originalen 5. august 2007. Hentet 21. november 2008.
31. ↑  Vikernes, Varg. "A Burzum Story: Part I – The Origin And Meaning".
32. ↑  Pardo, Pete. "Legendary Black Metal Icons Immortal Return to NYC!".
33. 1 2 3 4 5 6 7  metalstorm.ee (2005-07-05). "On the Role of Clothing Styles In The Development of Metal – Part I". Arkiveret fra originalen 5. april 2008. Hentet 19. maj 2008.
34. ↑  "National Socialist Black Metal (NSBM)". Arkiveret fra originalen 5. december 2008. Hentet 21. november 2008.
35. ↑  Nitberg på Last.fm
36. ↑  Uddrag fra lageret Arkiveret 2. november 2008 hos  Wayback Machine hos Mercenary Musik.com: "FOREST – In the Flame of Glory CD The final album of Ulv Gegner Irminsson (RIP 1975 – October 23rd 2005)"
37. ↑  Rundagor på Last.fm
38. ↑  Forest på Encyclopaedia Metallum
39. ↑  [http:// en.metapedia.org/wiki/The_Pagan_Front Metapedia.org: The Pagan Front]
40. ↑  Omslaget til split-albummet Hammerkrieg
41. ↑  MusicMight :: Artists :: DARKTHRONE
42. ↑  A Burzum Story: Part VII – The Nazi Ghost
43. ↑  Wolves in the Throne Room på Encyclopaedia Metallum
44. 1 2  "Murder Murder Music – A History Of Black Metal". Shash Media & Rockworld TV. 13. april 2007. Hentet 19. maj 2008.
45. 1 2  Mattila, Antti (13. april 2007). "Venom: MMV". Soundi. Arkiveret fra originalen 5. januar 2012. Hentet 19. maj 2008. Nr. 11 / 2005
46. ↑  In League With Satan.
47. ↑  Encyclopaedia Metallum. "Venom". Hentet 19. maj 2008.
48. 1 2  "Black metal information". Hentet 2007-07-23.
49. ↑  Rivadavia, Eduardo. "The Return of Darkness & Evil anmeldelse". All Music Guide. Hentet 26. maj 2008.
50. 1 2  Vidrageon. "Folk and Viking Metal". Arkiveret fra originalen 14. februar 2021. Hentet 26. maj 2008.
51. ↑  "Murder Murder Music – A History Of Black Metal". Shash Media & Rockwrold TV. 13. april 2007. Hentet 19. maj 2008.
52. ↑  Lahdenperä, Esa. "Northern Black Metal Legends Mayhem". Kill Yourself! Magazine. Hentet 19. maj 2008.
53. ↑  Nyhedsartikel Arkiveret 18. august 2008 hos  Wayback Machine på Blabbermouth.net
54. 1 2 3 4 5 6  Grude, Torstein (1998). Satan rir media, dokumentarfilm. Subfilm/TV2.
55. ↑  Archaic-Magazine.com: De Mysteriis Dom Sathanas (Webside ikke længere tilgængelig)
56. 1 2  "In the face of death". The Guardian. 20. februar 2005. Hentet 19. maj 2008.
57. 1 2  In the face of death, artikel i The Observer
58. ↑  Anmeldelse af A Blaze in the Northern Sky på All Music Guide
59. ↑  Information om Enslaved Arkiveret 3. februar 2010 hos  Wayback Machine på Metal Invader
60. ↑  Immortal på pandora.com
61. ↑  Fenriz interview
62. 1 2  "CDTimes.co.uk". Arkiveret fra originalen 30. oktober 2007. Hentet 18. november 2008.
63. ↑  The Roots of Darkness – A brief history of the Norwegian Black Metal movement – Metal Storm
64. ↑  Moynihan, Michael. "Kapitel 11 og 12". Lords of chaos: The bloody rise of the satanic metal underground. Feral House. ISBN 0-922915-48-2.
65. ↑  WFMU's Beware of the Blog: Gaahl heads to jail
66. ↑  "Read more about Impaled Nazarene". Encyclopaedia Metallum. Arkiveret fra originalen 21. februar 2009. Hentet 19. maj 2008.
67. 1 2 3  "History of Black Metal". Ghost Radio. Arkiveret fra originalen 13. maj 2008. Hentet 31. maj 2008.
68. ↑  "Symphonic Black Metal". All Music Guide. Arkiveret fra originalen 11. juni 2020. Hentet 26. maj 2008.
69. ↑  Zyklon på Encyclopaedia Metallum
70. ↑  Anmeldelse af Plaguewielder på amg.com
71. ↑  Antichrist på Encyclopaedia Metallum
72. ↑  Helnorsk Svartmetall på Encyclopaedia Metallum
73. ↑  "Lords of Chaos (1998): Ihsahn interview". Arkiveret fra originalen 5. januar 2008. Hentet 5. januar 2008.
74. ↑  Haikara, Karl. "So you'd like to... Get into true Norwegian Black Metal". amazon.com.
75. ↑  "Dimmu Borgir". imperiumi.net. Arkiveret fra originalen 8. november 2004. Hentet 23. november 2008.
76. ↑  Interview i Terrorizer #157
77. ↑  An Interview with... Antestor
78. ↑  Jordan, Jason. "Crimson Moonlight – At Their Most Brutal". Arkiveret fra originalen 25. januar 2009. Hentet 23. november 2008.
79. ↑  Dome, Michael (2007). Murder Music – Black Metal. Rockworld TV.
80. ↑  Skogtroll (January 7, 2007). Hellhammer (Jan Axel Blomberg) interview (russisk – Google-oversat til engelsk). Metal Library. Open Publishing. Hentet 24. juni 2008.
81. ↑  Det Tapte Liv og The Forsaken på Encyclopaedia Metallum